# Gambissara
Gambissara (Schreibvariante: Gambisara; Namensvariante: Sare Bonjo) ist eine Ortschaft im westafrikanischen Staat Gambia.
Nach einer Berechnung für das Jahr 2013 leben dort etwa 9859 Einwohner, das Ergebnis der letzten veröffentlichten Volkszählung von 1993 betrug 7702.

## Geographie
Gambissara liegt in der Upper River Region Distrikt Fulladu East und ist nach Basse Santa Su der zweitgrößte Ort der Upper River Region. Der Ort, die unmittelbar an der Grenze zu Senegal liegt, ist ungefähr 13 Kilometer südwestlich von Basse Santa Su entfernt.
Der Gambissara Forest Park liegt zwischen Gambissara und Demba Kunda.

## Wirtschaft und Infrastruktur
Die Einwohner, die den Hauptbestandteil aus der Ethnie der Serahuli bilden, erwirtschaften ihr Einkommen aus Töpferwaren und Webwaren. Die Webereien sind zum Teil mit modernen breiten Webstühlen ausgestattet.
Erzeugte Waren werden bevorzugt auf dem Markt von Basse Santa Su, der nächsten größeren Stadt, angeboten.